# George Cross

George Cross

La George Cross (GC) è la più alta decorazione civile del Regno Unito e di altri stati del Commonwealth. La George Cross è la controparte civile della Victoria Cross (VC).

## Creazione
La George Cross venne istituita il 24 settembre 1940 da re Giorgio VI del Regno Unito. A quel tempo infatti si era manifestato in piena guerra il desiderio di ricompensare i civili che avessero manifestato coraggio negli atti bellici.
Il decreto di creazione dell'onorificenza fu il seguente, tratto dalle parole del re: "Di modo che essi siano ricompensati degnamente, ho predisposto di creare una nuova onorificenza per uomini e donne civili. Ho proposto di dare il mio nome a questa onorificenza come rango precedente alla già esistente Victoria Cross."
La medaglia venne disegnata da Percy Metcalfe e il decreto di pubblicazione sul London Gazette venne datato al 24 gennaio 1941.
La George Cross venne intesa come rimpiazzo per la Empire Gallantry Medal (EGM); come tale tutti gli insigniti di quest'ultima onorificenza vennero insigniti anche della George Cross in sostituzione.

## Conferimento
La George Cross, che può essere conferita anche postuma, è garantita in riconoscimento di "atti di grande eroismo e coraggio mostrato in circostanze di estremo pericolo".
La croce era innanzitutto un'onorificenza civile, ma poteva essere conferita anche al personale militare per condotta coraggiosa. Gli insigniti potevano godere del postnominale GC.
Dalla sua istituzione nel 1940 la medaglia è stata concessa 86 volte postuma e 73 a persone in vita.

### Conferimenti collettivi

La Bandiera di Malta che riporta la George Cross

La George Cross, su espressa istruzione del Sovrano, venne concessa tre volte su basi collettive, la prima volta all'isola di Malta (all'epoca protettorato inglese), la seconda al Royal Ulster Constabulary (RUC), e la terza al National Health Service (NHS).

#### Malta
La George Cross venne concessa all'isola di Malta con lettera patente del 15 aprile 1942 da re Giorgio VI del Regno Unito attraverso il Governatore Luogotenente-Generale Sir William Dobbie, con la seguente motivazione:
La croce e il messaggio si trovano oggi nel museo di Forte Sant'Elmo, alla Valletta. Questa particolare riconoscenza fu concessa essenzialmente per la forza dimostrata dalla popolazione maltese che patì molti bombardamenti e raid aerei.
La George Cross si trova oggi anche nella Bandiera di Malta ed è quindi parte ufficiale delle insegne statali.

#### Royal Ulster Constabulary
La George Cross venne concessa al RUC nel 1999 dalla regina Elisabetta II del Regno Unito su suggerimento del suo Governo. Buckingham Palace annunciò:
La decorazione venne offerta ufficialmente dalla regina nel Castello di Hillsborough, nella contea di Down.

#### National Health Service
La George Cross venne concessa al NHS con lettera patente del 5 luglio 2021 dalla regina Elisabetta II del Regno Unito, che annunciò: